# Пет Макејб
Пет Макејб (енгл. Pat McCabe; 21. март 1988) бивши је аустралијски рагбиста. Био је универзалан бек, што значи да је могао да игра на више позиција у линији (центар, крило, аријер...). У најјачој лиги на свету играо је за Брамбисе. Дебитовао је против Вестерн Форса 12. фебруара 2009. У сезони 2011 одиграо је 13 утакмица за Брамбисе и постигао 3 есеја. Због више повреда врата и рамена, лекари су му саветовали да престане да игра рагби, али срчани младић из Сиднеја се није предавао. 2014. одиграо је 17 од 18 утакмица за Брамбисе. Ипак 28. августа 2014. због последица треће у низу повреде врата у року од само две године, тешка срца донео је одлуку да се повуче из свог вољеног спорта. За репрезентацију Аустралије дебитовао је против Самое. Освојио је бронзану медаљу на светском првенству 2011. Играо је и за рагби 7 репрезентацију Аустралије.